# Smyków (Bochnia)

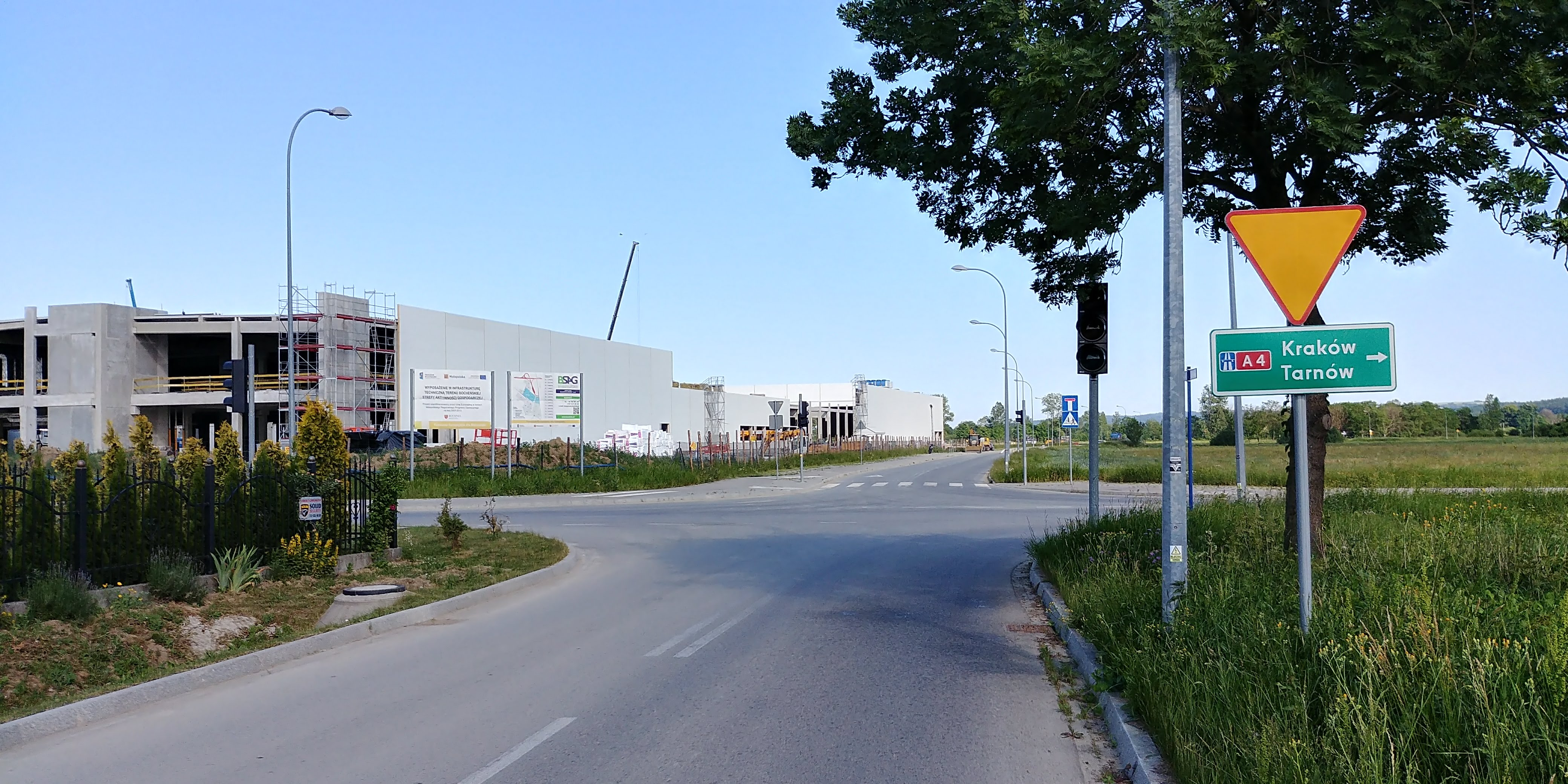
Skrzyżowanie ulic: A. Mitery i Smyków

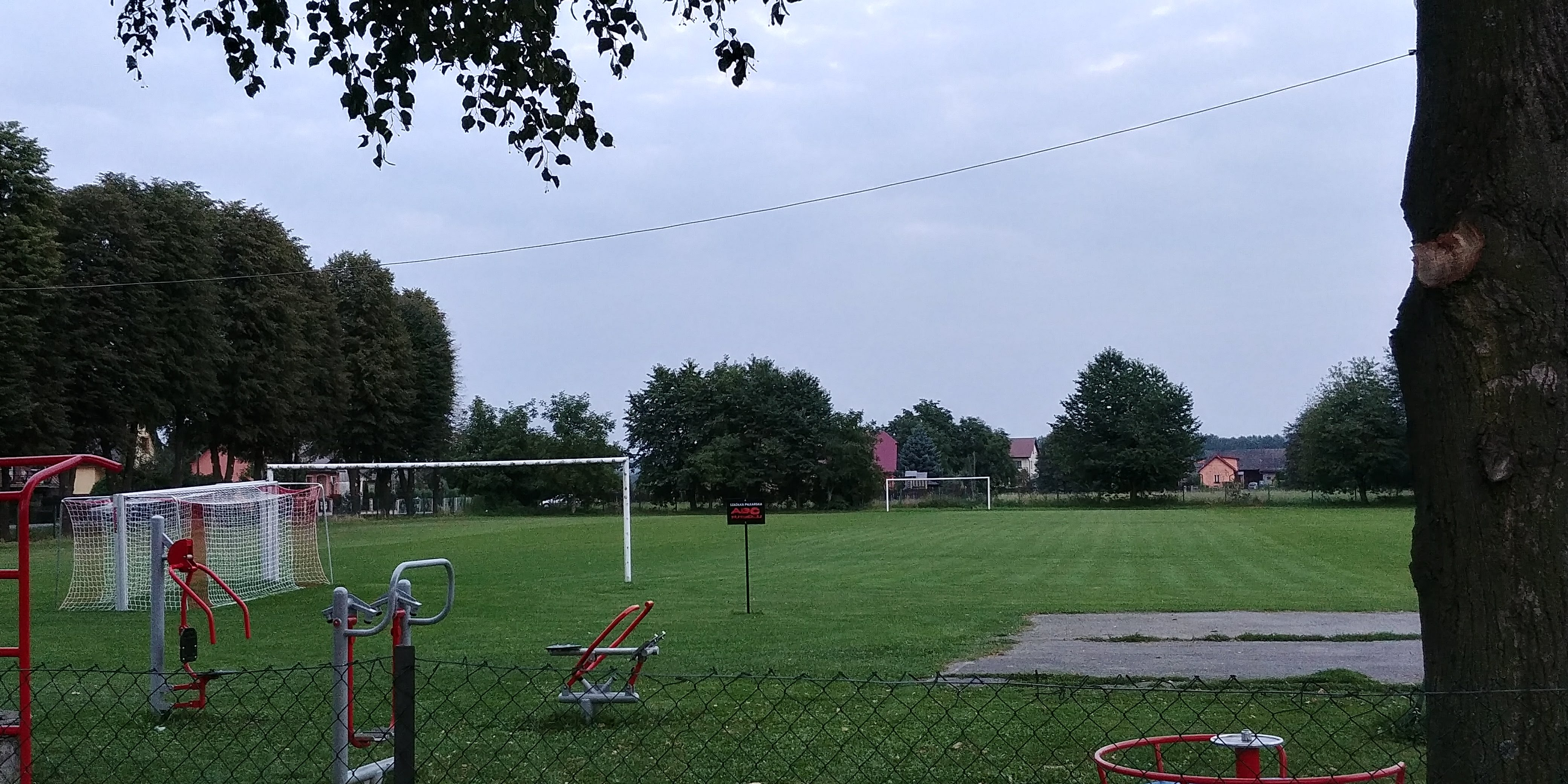
Boisko LZS „Smykowianka”

Smyków – osiedle Bochni położone w północno-wschodniej części miasta. Jest jedną z 14 jednostek pomocniczych Bochni.

## Położenie
Osiedle położone jest w północno-wschodniej części miasta i sąsiaduje z:
- od północy: Słomką, Krzyżanowicami
- od południa: osiedlem Karolina-Krzeczowska
- od wschodu: Krzeczowem
- od zachodu: Proszówkami, osiedlem Proszowskie.

## Charakterystyka
Dominują tutaj domy jednorodzinne. Obecnie osiedle bardzo szybko się rozwija, szczególnie po otwarciu węzła autostradowego. Mieści się tu Bocheńska Strefa Aktywności Gospodarczej oraz boisko Ludowego Zespołu Sportowego „Smykowianka”.

## Bocheńska Strefa Aktywności Gospodarczej
Pierwszą działkę zakupiono w 1995 roku przeznaczając ją na potrzeby komunalne. Po kilku latach zrodził się pomysł utworzenia strefy ekonomicznej. Wszystko zostało opisane w Strategii Rozwoju Gminy Miasta Bochni na lata 2007 – 2015. Następnie samorząd kupował działki sąsiadujące z posiadanymi. Uroczyste otwarcie nastąpiło 25 października 2014 roku. Obecnie znajdują się tu firmy: Werner Kenkel, CARGO–STAL, Gór-Stal, Bardusch, W.Z.P.U. TOMALA, P.P.U.H. DOOR, Gerex Net, Hal-Mont, Kegel-Błażusiak oraz Mabuchi Motor.

## Komunikacja
- linie autobusowe RPK:3 7, 10 oraz 11[4]
- Zjazd z autostrady